# Stenus similis
Stenus similis är en skalbaggsart som först beskrevs av Herbst 1784.  Stenus similis ingår i släktet Stenus, och familjen kortvingar. Arten är reproducerande i Sverige.